# Киріофобія
Киріофобія (від грецького kyrios — пан, господар, і phobos — страх) — вороже, не толерантне ставлення національних меншин до корінної, титульної нації.
Киріофобія — своєрідний антипод ксенофобії, протилежний їй, полягає у не толерантному чи навіть ворожому ставленні не господаря до гостей, а навпаки — гостя до господаря. Причому під господарем потрібно розуміти народ, який на місці свого (часто багатовікового) проживання створив державу для своїх потреб, а під гостями — національні меншини, які за межами країни їх проживання мають свої державні утворення.
Киріофобія найчастіше проявляється у вигляді такої суміші:
- агресивного самоствердження гостей по відношенню до господарів (аж до бажання повністю зайняти їх місце);
- різних вимог до господарів;
- постійних наголошувань на своїх правах при одночасному запереченні будь-яких своїх обов'язків та відповідальності;
- нав'язливих демонстраціях своєї національної, релігійної чи соціальної переваги перед господарями;
- демонстративній неповазі до законів і звичаїв господарів;
- безпідставних агресивних нав'язуваннях господарям відчуття вини перед гостями тощо.

Приклади киріофобії мали і мають місце в різних державах світу, зокрема і в Україні[джерело?].
Привід для звинувачення у киріофобії дають звичайно мігранти, які не знайшли себе на своїй батьківщині і поїхали шукати «легкий» хліб у країнах з більш високим рівнем життя і рівнем демократії, наприклад, араби у Франції, мусульмани в Австралії, а вихідці з Росії — в державах Європи, США, Канади та інші.